# A come Andromeda
A come Andromeda est une mini-série de science-fiction italienne en cinq épisodes réalisée par Vittorio Cottafavi et diffusée en 1972 sur la chaîne Programma Nazionale, où elle a réuni 16,8 millions de téléspectateurs. La série met en vedette Luigi Vannucchi dans le rôle de John Fleminng, Paola Pitagora dans le rôle de Judy Adamson, Tino Carraro dans le rôle du professeur Ernest Reinhart et Nicoletta Rizzi dans le rôle d'Andromède.
Il s'agit au départ d'une reprise de la mini-série britannique A for Andromeda (1961) avec Esmond Knight et Julie Christie, depuis considérée perdue. Le scénariste italien Inisero Cremaschi (it) a donc réinventé l'histoire d'après l'idée originale de l'auteur John Elliot et de l'astrophysicien Fred Hoyle. Bien que la série soit censée se dérouler en Angleterre, elle est tournée en Italie. Elle est considérée comme la toute première série de science-fiction italienne.

## Synopsis
Dans un futur proche (le générique de chaque épisode indique « Cette histoire se déroule en Angleterre l'année prochaine »), des événements scientifiques, humains, d'espionnage, politiques et militaires constituent la toile de fond du premier contact avec une intelligence extraterrestre, qui amènera les protagonistes à se confronter à une réalité inattendue, les plaçant face à des dilemmes existentiels.

### Premier épisode
En Angleterre, le radiotélescope le plus puissant du monde est sur le point d'être inauguré à l'observatoire de Bouldershaw Fell, une localité du Yorkshire. Ses fonctions sont décrites par le professeur Ernest Reinhart, directeur de l'observatoire, à la nouvelle attachée de presse Judy Adamson, en réalité un agent des services secrets chargé d'enquêter sur une fuite qui semble provenir de l'intérieur de l'observatoire.
La nuit précédant l'inauguration, le radiotélescope commence à recevoir un signal en provenance de la galaxie d'Andromède, que l'équipe scientifique dirigée par le physicien John Fleming et l'ingénieur Dennis Bridger considère comme un possible message envoyé par une civilisation extraterrestre. L'ouverture est reportée pour donner aux scientifiques le temps d'analyser le phénomène. Pendant que Fleming travaille à l'interprétation du message, Bridger s'introduit dans une salle de course du village de Bouldershaw Fell, d'où il transmet, à l'aide d'un télétype, des informations à « Intel », une puissante organisation dédiée à l'espionnage industriel.
Quelques jours plus tard, la nouvelle du message d'Andromède fait la une des journaux et le gouvernement exige la démission de Fleming pour avoir révélé l'événement à la presse sans aucune autorisation. Cependant, le scientifique parvient à conserver son poste en démontrant qu'il a compris que le message est un plan pour la construction d'un ordinateur puissant, largement supérieur à ceux produits par l'homme. Afin d'achever l'interprétation du message, Fleming a besoin d'utiliser les puissants ordinateurs utilisés par les militaires ; à cette fin, et en raison des fuites constantes d'informations, le gouvernement décide de transférer toute l'équipe à la base de missiles de Thorness, dans le nord de l'Écosse.

### Deuxième épisode

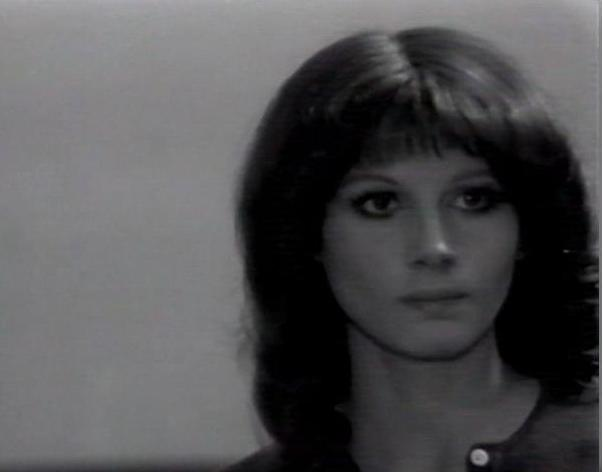
Paola Pitagora dans une scène de la série.

Alors que Judy poursuit ses investigations, subissant même une tentative d'assassinat de la part d'Intel, l'heure de la mise en service du supercalculateur arrive, mais l'équipement ne démarre pas dans un premier temps. Cependant, après que la cérémonie d'inauguration se soit soldée par ce qui semble être un échec, provoquant la colère des autorités, le calculateur se met soudain à émettre des données, pour le plus grand bonheur de Fleming et Judy, qui entament à cette occasion une relation amoureuse. Après avoir échangé des données sur tous les éléments chimiques, l'ordinateur passe à la biologie, demandant des informations sur les acides nucléiques. Pour ce faire, une biologiste, le Dr Madeleine Dawnay, est cooptée dans l'équipe, mais Fleming refuse de collaborer avec elle, car il commence à soupçonner que la machine a un but qui lui est encore inconnu et qui l'effraie. Pendant ce temps, Judy poursuit ses investigations et parvient à découvrir les activités d'espionnage de Bridger, qui est éliminé par un tueur à gages d'Intel car il est devenu un témoin gênant.

### Troisième épisode
Madeleine, ayant réussi sur base des données fournies par l'ordinateur à synthétiser de l'ADN, demande à quelques membres de son équipe universitaire de la rejoindre. Parmi eux, le Dr Christine Flemstad, qui semble dès le départ particulièrement attirée par l'ordinateur. Fleming, après avoir refusé une proposition d'Intel, retourne collaborer et se rend compte que les mystérieuses plaques terminales à haute tension du calculateur permettent une communication directe avec le cerveau, ce qui permet à la machine d'acquérir beaucoup plus rapidement des informations sur la biologie humaine.
Une nuit, Christine, comme en état de transe, saisit les bornes à deux mains, se faisant tuer par électrocution, ce qui permet à la machine d'acquérir une analyse biologique complète, sur la base de laquelle elle fournit des informations pour la synthèse d'une cellule humaine qui commence à se multiplier. Au bout de quelques jours, à une vitesse impensable selon les lois biologiques normales, un nouvel individu naît et, à la stupéfaction générale, on découvre qu'il ressemble comme une goutte d'eau de Christine.

### Quatrième épisode

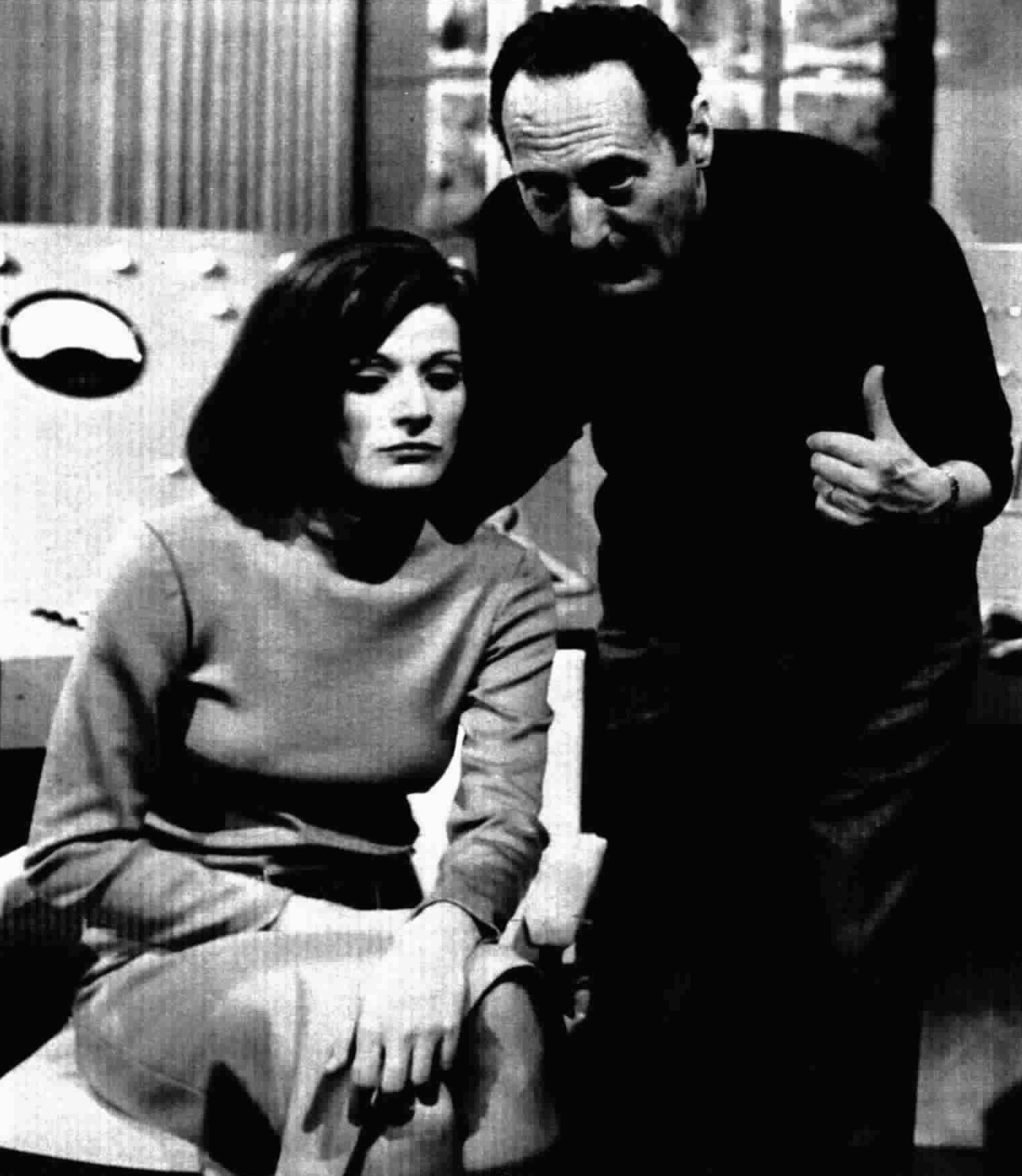
Nicoletta Rizzi accompagnée du réalisateur Vittorio Cottafavi sur le tournage de la série.

Fleming est de plus en plus convaincu que la jeune fille, appelée Andromède, n'est que la première étape franchie par une intelligence supérieure pour soumettre les humains et pense qu'elle devrait être tenue à l'écart de l'ordinateur, mais il n'est pas écouté. En effet, les militaires réalisent le potentiel de la synergie entre l'ordinateur et la jeune fille et lui demandent de concevoir un missile capable de détruire un objet non identifié en orbite autour de la Terre ; comme prévu, le lancement du missile détruit l'objet en vol et la politique est mise en place pour exploiter au maximum le potentiel de la nouvelle situation.
Fleming, pour interrompre la symbiose parfaite entre Andromède et le calculateur, décide alors de réaliser une expérience : il informe la machine de la mort de la jeune fille, suscitant toutefois la réaction immédiate de la femme qui, pour informer le calculateur qu'elle est toujours en vie, pose ses mains sur les terminaux, recevant comme punition une décharge électrique qui lui cause des brûlures. Après cet événement, les militaires empêchent Fleming d'accéder au calculateur, tandis qu'Andromède se ressaisit rapidement en synthétisant une enzyme que le gouvernement entend exploiter commercialement, suscitant l'indignation de Madeleine, qui commence à partager les doutes de Fleming. Andromède utilise l'ordinateur pour communiquer la formule de l'enzyme au médecin, mais après avoir synthétisé la substance, elle se sent mal, remarque des plaies sur ses mains et tombe dans le coma.

### Cinquième épisode
Fleming, avec Reinhart, devient convaincu que la production de la fausse enzyme est une réaction du calculateur à la menace que représente Andromède, née imparfaite, comme tous les êtres humains, et évoque la possibilité qu'elle soit sa prochaine victime. Pendant la nuit, Andromède tente de tuer Fleming, qui réussit à lui faire avouer qu'elle n'a pas agi sur ordre du calculateur, mais sous l'effet d'une attirance pour lui. John lui demande de sauver Madeleine et, après un premier refus, elle semble accepter, mais ne peut empêcher sa mort.
Dans le même temps, il élabore un plan pour pénétrer dans le bâtiment de l'ordinateur et le programmer de manière à continuer à exploiter son énorme potentiel, tout en étant capable de le contrôler et, en même temps, de « sauver » la jeune fille en la soustrayant à son influence. Reinhart arrive à Thorness avec le sous-secrétaire Osborne, et tous deux permettent à Fleming, incognito, d'accéder au calculateur.
John commence son travail mais quelques minutes plus tard, Andromède entre dans la pièce et est amenée, comme Christine, à s'emparer des terminaux, se faisant apparemment électrocuter. Fleming décide alors de détruire l'ordinateur, mais la formule originale du message, qui permettrait de le reconstituer, est enfermée dans le coffre-fort de la pièce. Il retourne alors dans sa chambre où il trouve Andromède, qui lui révèle qu'elle est en possession de la clef ; il lui demande de détruire le message et, après un premier refus, elle accepte de brûler les bandes avec les impressions. L'action réussit et après que les deux se sont échappés de la base, tandis que John abat la clôture avec un bulldozer, Andromède s'enfuit le long de la falaise et, parvenue au sommet du promontoire, décide de se suicider en se laissant tomber dans la mer. Fleming et Judy, qui arrivent peu après, voient son étole flotter et réalisent que sa mort est l'épilogue de la fin de l'ordinateur.

## Fiche technique
- Titre original italien : A come Andromeda[4]
- Réalisateur : Vittorio Cottafavi
- Scénario : Inisero Cremaschi (it), d'après une idée de Fred Hoyle et John Elliot
- Photographie : Giampiero Puliti, Nevio Sivini
- Montage : Gennaro Oliveti
- Musique : Mario Migliardi
- Décors : Mariano Mercuri (it)
- Costumes : Andretta Ferrero
- Sociétés de production : RAI Radiotelevisione Italiana
- Pays de production :  Italie
- Langue originale : italien
- Format : Noir et blanc - 1,33:1 - Son mono
- Durée : 300 minutes
- Genre : science-fiction
- Date de diffusion
  - Italie : du 4 janvier 1972 au 1er février 1972

## Distribution
- Luigi Vannucchi : John Fleming
- Paola Pitagora : Judy Adamson
- Tino Carraro : prof. Ernest Reinhart
- Nicoletta Rizzi : Andromède / Christine
- Gabriella Giacobbe : Dr Madeleine Dawnay
- Enzo Tarascio : col. Geers
- Claudio Cassinelli : Harries
- Domenico Perna di Monteleone : Whelan
- Franco Volpi : Général Watling
- Mario Piave (it) : l'ingénieur Dennis Bridger
- Ida Meda : Dr Liz Murray
- Guido Alberti : Premier ministre
- Edoardo Toniolo : Charles Robert Ratcliff
- Giampiero Albertini : Général Vandenberg
- Raffaele Bondini : Egon
- Maria Brivio : Annonceur TV
- Inisero Cremaschi : Jas, bookmaker de la salle des courses
- Guido De Salvi : Major Quadring
- Arturo Dominici : sous-secrétaire de J. M. Osborne
- Dino Peretti : Alex (équipe de Fleming)
- Sandro Tuminelli : Barnett
- Gualtiero Isnenghi : Dr. Hunter
- Tony Malankas : le complice (tueur à gages d'Intel)
- Franco Tuminelli : le pompiste
- Luciano Fino : première sentinelle
- Sergio Masieri : deuxième sentinelle

## Production
Comme il était d'usage à l'époque, les scènes extérieures ont été filmées avec des caméras à pellicule. Pour les scènes d'intérieur, dont une grande partie a été recréée en studio, des caméras et des enregistrements sur bande (RVM (it)) ont été utilisés.
Les voitures de la série ont le volant à gauche et non à droite, car il s'agit de voitures italiennes avec des plaques d'immatriculation britanniques. Les exceptions sont la Rolls-Royce d'Intel et la camionnette qui apparaît dans la scène de Thorness.
Le matériel électronique et informatique utilisé dans le scénario a été fourni par Honeywell ; le matériel chimique et biomédical par l'entreprise Carlo Erba.

### Attribution des rôles
La distribution comprend des noms célèbres du théâtre et du cinéma italien de l'époque, comme Luigi Vannucchi, Paola Pitagora, Tino Carraro, Mario Piave (it), Enzo Tarascio, Franco Volpi et Giampiero Albertini.
La célèbre chanteuse Patty Pravo, initialement choisie pour le rôle d'Andromède, quitte le plateau en Sardaigne après un mois de tournage, le 19 avril 1971, en envoyant à la Rai une lettre accompagnée d'un certificat médical, expliquant son désistement. Remplacée par Nicoletta Rizzi, il a fallu refaire une pertie du tournage,.
Inisero Cremaschi (it), auteur de l'adaptation télévisée, se voit attribuer un petit rôle, celui du bookmaker propriétaire de la salle des courses, dont le télétype permet à Bridger de rester en contact avec Intel.

### Tournage
Le voyage en voiture des protagonistes, qui constitue la scène d'ouverture du feuilleton, a été filmé à Cascina Vione, dans la municipalité de Basiglio, dans la province de Milan, sur le tronçon de la route menant à Pieve Emanuele, rebaptisé « Strada di Andromeda » (route d'Andromède). Pendant le tournage, on peut voir des agents de la police de la route empêcher les autres voitures de s'approcher, alors que la voiture de scène roule sur la voie de gauche, conformément à la coutume britannique.
Le radiotélescope est l'une des antennes du centre « Piero Fanti » de Telespazio dans le Fucin (d'autres antennes du même centre sont montrées dans le générique de certains épisodes). La scène de l'arrivée du Premier ministre en hélicoptère a été filmée à l'aéroport de Bresso, à la périphérie de Milan. Certaines scènes se déroulant dans ce qui semble être une forêt, lorsque Bridger est dans la voiture avec l'émissaire d'Intel, ont été filmées dans le parc de la villa royale de Monza, principalement dans la Via Mulino del Cantone, qui est une rue étroite bordant la rivière Lambro, visible dans certains plans. Au moment du tournage, il était également possible de circuler en voiture dans le parc.
Les scènes de la base militaire de Thorness, où se trouve l'ordinateur, ainsi que l'image du générique de fin, ont été tournées dans la région de Gallura et à Cap Caccia. Les habitations sont celles de l'ancien village de Valtur, sur l'île de Santo Stefano en Sardaigne, dont les formations rocheuses granitiques et la végétation basse rappellent celles de l'Écosse. Il est peu probable, compte tenu du climat, qu'une sortie en bord de mer comme celle de Fleming et Judy Adamson ait réellement pu avoir lieu. Certains extérieurs nocturnes de la même base ont été filmés dans l'ancienne Foire de Milan, près du centre de production de la RAI, à la même foire.

## Diffusion
La série a été diffusée en première partie de soirée à 20h30 du mardi 4 janvier au mardi 1er février 1972 sur Programma Nazionale. La diffusion a obtenu un grand succès avec 16,8 millions de téléspectateurs.
La série a été éditée en vidéo amateur dans un coffret de 3 vidéocassettes VHS à couverture rigide par ELLE U Multimedia en 2001.
Le 11 avril 2013, il a été publié dans un coffret de 3 DVD avec un livret de 12 pages à l'intérieur par Rai-Eri.